# Escola d'Arts Plàstiques i Disseny de Puerto Rico
L'Escola d'Arts Plàstiques i Disseny de Puerto Rico (castellà: Escuela de Artes Plásticas y Diseño de Puerto Rico) és una institució de educació terciària dedicada a la formació en els arts visuals ubicada al San Joan Vell, San Juan, Puerto Rico. L'edifici va albergar l'antic Hospital de Nuestra Señora de la Concepción el Grande iniciat el 1775 i promogut pel bisbe Manuel Jimenez Perez, l'enginyer Tomas O'Daly i l'arquitecte Bartolome Fammí Notari. L'escola va ser fundada el 1965 com a part de l'Institut de Cultura Porto-riquenya. El pintor José Torres Martino fou un dels co-fundadors. El primer director de l'escola fou Miguel Pou.